# Gulrost

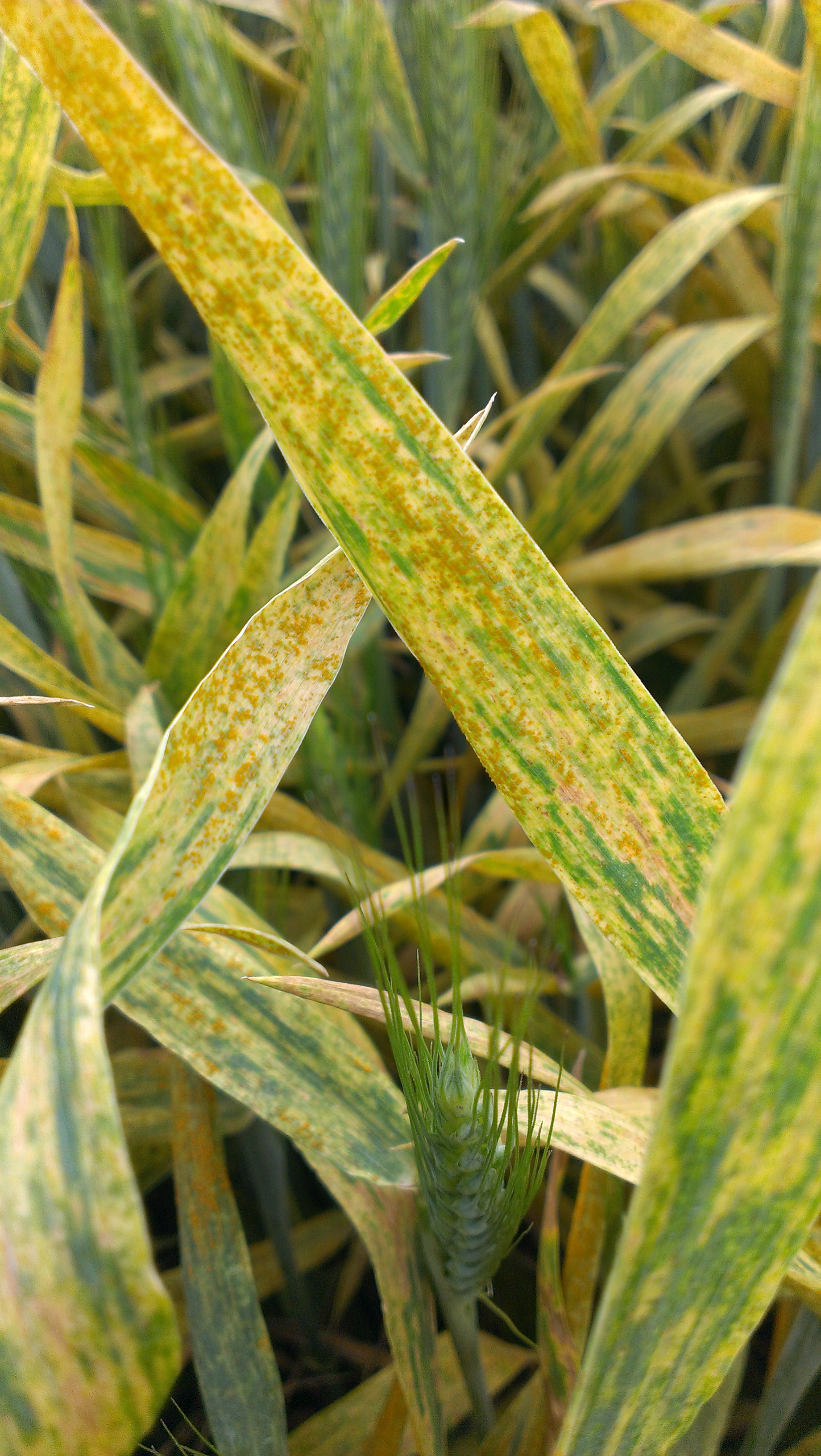
Gulrost på korn

Gulrost är en sjukdom för sädesslag som orsakas av Puccinia striiformis och angriper vete och rågvete. Sjukdomen förekommer mer sällan på korn och sällan i råg. Havre angrips inte av gulrost. De största angreppen har setts i södra Sverige men på senare år har även utbrott hittats i mellansverige.

## Biologi & spridning
Svampen kan endast överleva på levande växtmaterial. Spridning sker genom luftburna sporer eller direktkontakt mellan blad. Det finns flera gulrostraser som specialiserar sig på att angripa en viss art. Gulrost trivs bäst vid temperaturer runt 15 ºC. Den har en inkubationstid på 12–15 dagar vid sådana förhållanden.

## Identifiering
Symptom syns i första hand på blad men kan vid kraftiga angrepp även utvecklas på strå och i ax. Svampen kännetecknas vid gula längsgående strimmor mellan bladnerverna. Strimmorna består av pustlar (sporsamlingar) ca. 0,5 mm långa. Kraftiga angrepp leder till att strimmorna växer samman och täcker hela bladet. Svampen kan även angripa före stråskjutning och då sitter inte pustlarna, med sommarsporer, i rader utan mer spridda liknande brunrost. Svarta vintersporer bildas senare. Andra svampar som symptomen kan förväxlas med är brunrost före stråskjutning samt gulstrimsjuka.

## Bekämpning
För att förebygga angrepp ska man välja en motståndskraftig sort eller odla flera sorter. Akuta bekämpningsåtgärder varierar beroende på sort. Vissa resistenta sorter angrips endast i unga stadier men fortsätter inte utvecklingen efter stråskjutning. Bekämpning sker i DC 30-59 vid mer än 1 % angripna plantor i fältet eller senare vid kraftiga angrepp. Det är viktigare att bekämpa vid rätt tid än att använda rätt dos.